# Johannes Lipps
Johannes Lipps (* 1980 in Heidelberg) ist ein deutscher Klassischer Archäologe.

## Leben
In Rastatt und Mannheim aufgewachsen, absolvierte Johannes Lipps von 1999 bis 2000 über die Badische Landeskirche einen „Friedensdienst im Ausland“ in einem Kulturzentrum der Waldenserkirche in Torre Pellice (Piemont). Anschließend studierte er von 2000 bis 2005 Klassische Archäologie, Alte Geschichte, Papyrologie, Epigraphik und Numismatik der Antike in Marburg (2000–2002), Rom (2002–2003) und Köln/Bonn (2003–2006). In Köln wurde er 2008 bei Henner von Hesberg mit einer Arbeit zur Basilica Aemilia am Forum Romanum promoviert. Von 2008 bis 2009 war er wissenschaftlicher Mitarbeiter an der Abteilung Rom des Deutschen Archäologischen Instituts, von 2009 bis 2014 Akademischer Rat am Institut für Klassische Archäologie der Universität München und von 2014 bis 2019 Juniorprofessor am Institut für Klassische Archäologie der Universität Tübingen. Seit November 2019 ist er Professor für Klassische Archäologie an der Universität Mainz.
Lipps war Stipendiat des Deutschen Akademischen Austauschdienstes, der Gerda Henkel Stiftung und der Fritz Thyssen Stiftung. Von 2009 bis 2010 erhielt er das Reisestipendium des Deutschen Archäologischen Instituts. 2012 war Lipps Junior Researcher in Residence am Center for Advanced Studies der Universität München, 2016 Senior-Fellow am Exzellenzcluster 264 Topoi in Berlin und seit 2019 ist er Fellow am Gutenberg Forschungskolleg in Mainz.
Seine Forschungsschwerpunkte liegen im Bereich der antiken Architektur, Skulptur sowie Urbanistik und konzentrieren sich besonders auf Rom, Pompeji und die römischen Provinzen von der Zeit der Römischen Republik bis in die Spätantike. Daneben arbeitet er zu Themen der Rezeptions- und Forschungsgeschichte. Im Rahmen von Einzel- und Verbundprojekten leitete er unter anderem Ausgrabungen und Dokumentationsarbeiten auf dem Forum Romanum, dem Palatin und dem Marsfeld in Rom, im Vatikan, in Pompeji, auf Djerba in Tunesien und in verschiedenen deutschen Städten wie Augsburg, Ladenburg oder Mannheim. Zudem leitet er neben Kerstin P. Hofmann und Aline Deicke das auf 24 Jahre angelegte Akademieprojekt „disiecta membra. Steinarchitektur und Städtewesen im römischen Deutschland“, welches im November 2022 in das Forschungsprogramm der Wissenschaftsakademien aufgenommen wurde.
2024 wurde Lipps zum Ordentlichen Mitglied der Akademie der Wissenschaften und der Literatur, Geistes- und sozialwissenschaftliche Klasse gewählt.

## Schriften (Auswahl)
- Die Basilica Aemilia am Forum Romanum. Der kaiserzeitliche Bau und seine Ornamentik (= Palilia. Band 24). Wiesbaden 2011, ISBN 3-89500-870-2.
- Statuen kniefalliger Orientalen aus Rom und ein Dreifuß im Olympieion von Athen. In: Mitteilungen des Deutschen Archäologischen Instituts, Römische Abteilung. Band 122, 2016, S. 203–252.
- mit Klaus Müller: Römische Monumentalarchitektur in Augsburg (= Augsburger Beiträge zur Archäologie. Band 7). Augsburg 2016, ISBN 3-95786-085-7.
- Die Stuckdecke des oecus tetrastylus aus dem sog. Augustushaus auf dem Palatin im Kontext antiker Deckenverzierungen (= Tübinger Archäologische Forschungen. Band 25). Rahden/Westf. 2018, ISBN 3-89646-916-9.
- mit Manuel Flecker: Il ‘comitium’ e il foro di Pompei fra tarda repubblica e età imperiale. Rapporto sugli scavi degli anni 2017–2019. In: Mitteilungen des Deutschen Archäologischen Instituts. Römische Abteilung Band 127, 2021, S. 254–289 (Digitalisat).
- mit Detlev Kreikenbom und Jonas Osnabrügge: Die Mainzer Salus. Gesellschaft und Stadtkultur im Norden der Germania Superior (= Material Appropriation Processes In Antiquity. Band 3). Reichert, Wiesbaden 2023, ISBN 978-3-7520-0795-4.

Herausgeber
- mit Carlos Machado, Philipp von Rummel: The Sack of Rome in 410 AD. The Event, its Context and its Impact. Proceedings of the Conference held at the German Archaeological Institute at Rome, 4.–6. November 2010 (= Palilia. Band 28). Reichert, Wiesbaden 2013, ISBN 978-3-89500-944-0.
- mit Dominik Maschek: Antike Bauornamentik. Grenzen und Möglichkeiten ihrer Erforschung. Kolloquium 2011 in München (= Studien zur antiken Stadt. Band 12). Reichert, Wiesbaden 2014, ISBN 978-3-89500-997-6.
- Transfer und Transformation römischer Architektur in den Nordwestprovinzen. Kolloquium 2015 in Tübingen (= Tübinger Archäologische Forschungen. Band 22). Rahden/Westf. 2017, ISBN 978-3-89646-913-7.
- mit Anna Pawlak: Antike im Druck. Zwischen Imagination und Empirie. Begleitband zur Ausstellung des Instituts für Klassische Archäologie und des Kunsthistorischen Instituts im Museum der Universität Tübingen MUT, Schloss Hohentübingen 13. Juli–9. September 2018 (= Schriften des MUT. Band 17). Tübingen 2018, ISBN 3-9819182-1-5.
- mit Stefan Ardeleanu, J. Osnabrügge und Christian Witschel: Die römischen Steindenkmäler in den Reiss-Engelhorn-Museen Mannheim (= Mannheimer Geschichtsblätter. Sonderveröffentlichungen 14). Mannheim 2021, ISBN 978-3-95505-216-4.
- mit M. Dorka Moreno, Jochen Griesbach: Appropriation Processes of Statue Schemata in the Roman Provinces. Reichert, Wiesbaden 2021, ISBN 978-3-95490-449-5.